# André Herbelin
André René Celestin Herbelin (9 décembre 1889 au Havre - 16 décembre 1966 à Courbevoie) est un militaire et as de l'aviation français de la Première Guerre mondiale, au cours de laquelle il remporta onze victoires aériennes homologuées. Il participera également à la défense de son pays pendant la Seconde Guerre mondiale, en s'engageant dans la Résistance contre l'Allemagne nazie.
Il est enterré au cimetière de Brasse à Belfort.

## Biographie
André Herbelin est le fils de Charles Herbelin, maître d'hôtel, et de Thérèse Beck. À Belfort, d'où le père est originaire et où la famille s'est installée, sa jeunesse est imprégnée de sport ; il participera notamment aux tours de France 1909 et 1910. Il s'engage en juillet 1910 au 42e régiment d'infanterie de Belfort, et y devient sergent fourrier en mai 1912. Victime d'une thrombose pulmonaire, il est reformé le 29 janvier 1913. À son retour à la vie civile, il travaille dans une imprimerie et maison d'édition, et épouse Marie Canal le 22 février 1913.

### Première Guerre mondiale
Lorsque la Première Guerre mondiale éclate, pourtant libéré de ses obligations militaires, il parvient à réintégrer l'armée et devient « engagé spécial pour la durée de la guerre », le 19 août 1914. Affecté au 8e escadron du train des équipages avec le grade de maréchal des logis, il y restera deux ans, avant d'être — à sa demande — transféré dans l'aviation. Il commence sa formation de pilote à Avord, le 28 janvier 1916, et reçoit le brevet de pilote no 3088 le 29 mars 1916. Il part suivre un entrainement complémentaire à Pau (voltige, en juin) et Cazaux (école de tir, en juillet), qu'il terminera le 20 août 1916, et intègre l'Escadrille 102 stationnée en Lorraine le 4 septembre (le 13 septembre, selon David Méchin).
C'est aux commandes d'un Nieuport 12, qu'il a décoré d'un squelette maniant une faux, qu'il remporte sa première victoire aérienne contre un Aviatik C le 25 janvier 1917, un succès qui sera suivi par deux nouvelles victoires les 16 et 19 mars. Il est promu au grade d'adjudant le 25 mars 1917. Le 8 avril, Herbelin est transféré près de Belfort à l'Escadrille 81, équipée également de Nieuports, qui participe à la bataille du Chemin des Dames. Le 20 avril, il reçoit la Médaille militaire en plus de la croix de guerre reçue précédemment. Il remportera de nouvelles victoires en août 1917 en abattant trois avions allemands, dont l'une sera partagée avec Gabriel Guérin et Marcel Hugues, lui aussi originaire de Belfort. Fin août, « il atteint le rang d'as et les honneurs de la revue La Guerre aérienne illustrée du journaliste Jaques Mortane qui le mentionne […] dans le numéro du 13 septembre. »
En septembre, il remporte deux victoires, qui ne pourront toutefois pas être homologuées. Puis, le 11 octobre, il est brièvement hospitalisé. Alors qu'il est en convalescence, il est promu sous-lieutenant le 20 du même mois. Le 25 octobre, il rejoint son escadrille. En décembre 1917, Herbelin fait à nouveau équipe avec Marcel Hugues, Jacques Leps, et l'adjudant Levecque avec lesquels il remporte deux victoires, atteignant le nombre de 8 victoires homologuées à la fin de l'année 1917.
Sa neuvième victoire a lieu le 30 janvier 1918, et sa dixième le 5 mars, juste avant que ne débute l'offensive allemande du printemps 1918. Un mois plus tard, le 6 avril 1918, il est nommé Chevalier de la Légion d'honneur. « Devenu le meilleur pilote de la SPA 81 », il est muté à l'Escadrille 97 « afin de la dynamiser », le 22 mai 1918 ; il vole désormais sur des SPAD. Le 15 juillet, il remporte sa dernière victoire lors de l'offensive ennemie autour de Reims. Il est transféré, le 28 juillet, au centre d'essai de Romilly « où il réalise des expériences de chasse de nuit ». À la fin de la guerre, André Herbelin totalise onze victoires homologuées, cinq probables (non homologuées) et 1 540 heures de vol de jour, dont 1 400 sur l'ennemi et 60 heures de vol de nuit.

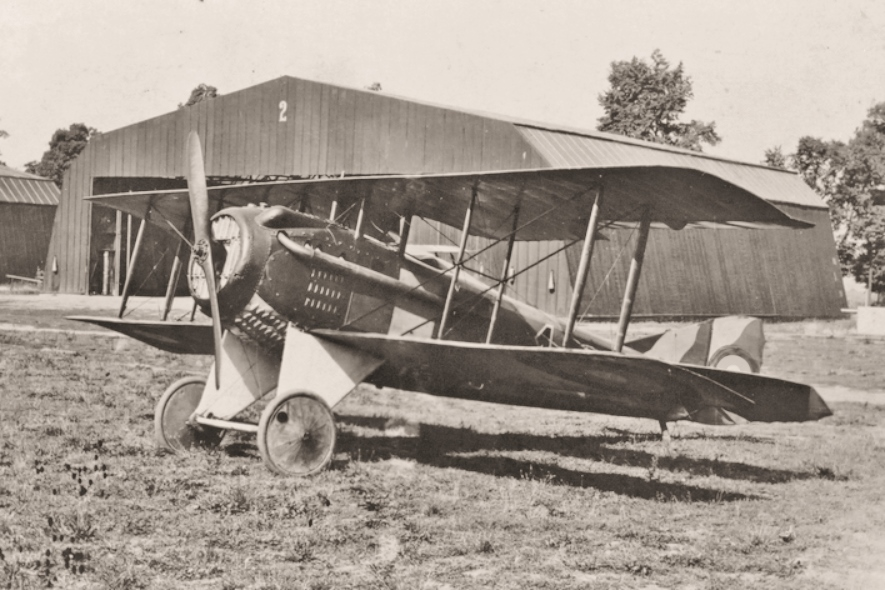
Spad Mk VII, 1919.

Après la Guerre, il continue à voler sur des avions civils. La liste des pilotes français de l'aviation civile établie en 1920 indique qu'Herbelin opérait alors sur des SPAD VII, dont le code était F-ABEI et F-ABEJ,.
Effectuant régulièrement ses périodes de réserve, il est nommé sous-lieutenant le 4 décembre 1919, puis lieutenant le 4 décembre 1923. Divorcé de sa première épouse en août 1919, il se remarie deux fois : avec Stanislava Evgraff de Smirnoff (octobre 1923) puis, après un divorce rapide, avec Suzanne Marguerite Malhat (décembre 1924). « Il interrompt l'exercice de ses périodes de réserves après ce mariage pour se consacrer à sa famille : trois enfants naissent de cette union, une fille et deux garçons, respectivement en 1924, 1926 et 1930 ».

### Entre-deux guerres
En 1928, Eugène Ricklin, président du mouvement autonomiste Heimatbund d'Alsace-Lorraine, alors emprisonné, se porte candidat aux élections législatives. Il est élu avec Rossé, un autre député autonomiste, dans la circonscription d'Altkirch. André Herbelin fait imprimer une affiche dans laquelle il appelle les anciens combattant à protester « contre l'élection de ces deux députés « boches-autonomistes », et, « au besoin », de « surveiller, de prendre et de ficeler ces cochons de boches et de les reconduire à leur place, de l'autre côté du Rhin » ».

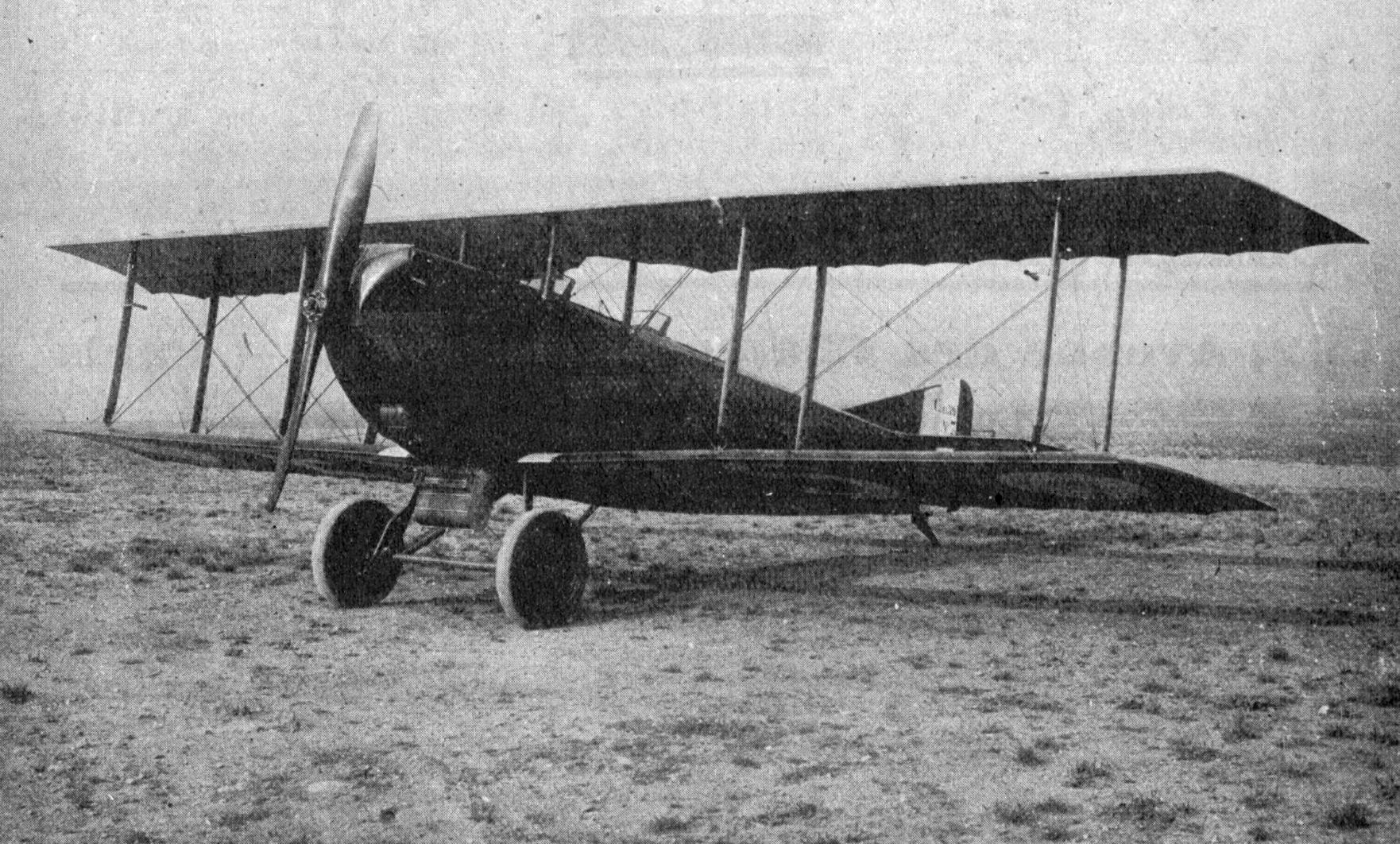
Caudron C.59, 1929.

Plus tard, il s'installe à Paris, travaille à la Société anonyme de fabrication industrielle du caoutchouc et reste dans le monde aéronautique. Il s'occupe ainsi d'une affaire de pièces détachées, vole en  aéroclub, participe à un rallye aérien (1930) et reprend ses activités de réserviste, s'entraînant sur Caudron C.59 et Nieuport 62. Élevé au grade de capitaine en décembre 1930, il est promu officier de la Légion d'honneur le 7 juillet 1933.

### Seconde Guerre mondiale
Lorsque la guerre éclate en septembre 1939, le capitaine Herbelin est mobilisé et commande d'abord une section d'« avions estafettes ». Ce groupe est rapidement dissout et, en mai 1940, il rejoint successivement les bases de Marignane et de Cazaux. Démobilisé après l'armistice de juin 1940, il rentre dans sa région de Belfort le 1er août suivant, « radié du personnel en raison de son âge ».
André Herbelin rejoint la Résistance intérieure française et, recherché par la Gestapo en 1943, il prend la clandestinité. Devenu capitaine des Forces françaises de l'intérieur (FFI) dans le maquis Lorraine-ballon d'Alsace, il se battra contre les occupants de la fin 1943 à novembre 1944. Il est promu au grade de commandeur de la Légion d'honneur le 27 mai 1947, et élevé la même année au grade de « commandant de réserve de l'armée de l'Air, avec effet rétroactif au 25 septembre 1942 ».
Herbelin a rempli les fonctions de secrétaire de l'Association des as français — dont il a contribué à la « résurrection » —, jusqu'à sa mort le 16 décembre 1966.
L’Académie française lui décerne le prix Eugène-Carrière en 1942.

## Distinctions
- Prix Eugène-Carrière
- Croix de guerre 1914–1918
- Médaille militaire
- Commandeur de la Légion d'honneur